# Landing Craft Tank

En Crusader I stridsvagn rullar iland från TLC 124 under ett prov.

Landing Craft Tank, förkortat LCT, (tidigare Tank Landing Craft) var en serie av Landstigningsbåtar avsedda för att landsätta stridsvagnar direkt på stränder. De utvecklades från början av brittiska Royal Navy och senare även av USA:s flotta under andra världskriget. Den brittiska benämningen var från början Tank Landing Craft men man övertog den amerikanska benämningen Landing Craft Tank. Efter andra världskriget fortsatte USA att tillverka LCT och använde dem i Korea och Vietnam.

## Mark 1
LCT Mark 1 användes först i de brittiska evakueringarna från Grekland och Kreta i början av 1941. Med deras hjälp kunde man rädda stora mängder av pansarfordon som senare skulle användas i striderna i Nordafrika. Trots att striderna i Grekland var ett allierat nederlag kunde man undvika en katastrof likt Dunkerque, där man hade tvingats lämna all tyngre utrustning, artilleri och stridsvagnar på stränderna. Under evakueringarna förlorades totalt 17 stycken LCT Mark 1. 

## Mark 2

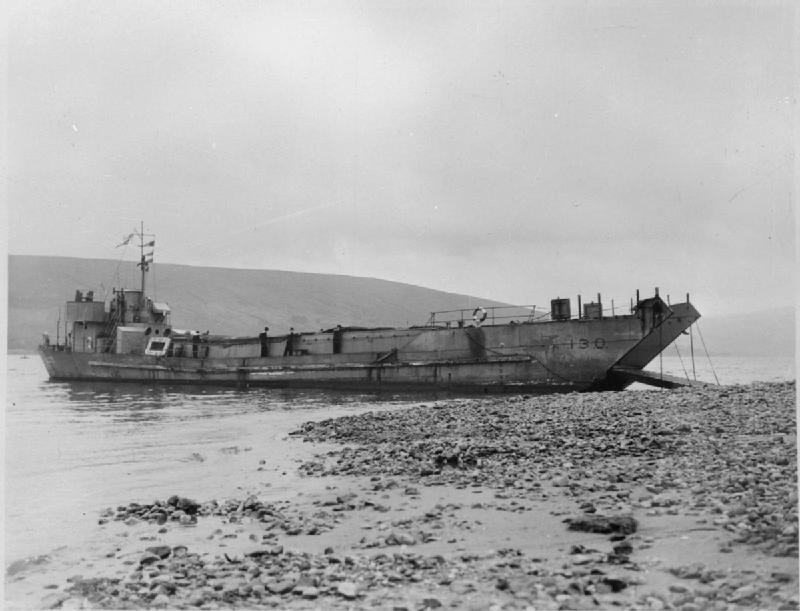
En LCT Mark 2 på stranden med rampen nere vid Inveraray, Skottland.

Konstruktörerna satte igång att korrigera bristerna i Mark 1, detta resulterade i LCT Mark 2. Denna var längre och bredare, med tre motorer istället för två. Maskineriet utgjordes av tre Paxman dieselmotorer på 460 hk var eller tre Napier Lion bensinmotorer på 350 hk var. Bryggan och kanonplattformarna fick pansarskydd. Den ökade längden och bredden möjliggjorde att man kunde lasta stridsvagnar i två parallella rader på lastdäcket, det gav även tillräckligt med bränsle för att tredubbla räckvidden till 2700 sjömil. I hantering och tillförlitlighet var Mark 2 en stor förbättring jämfört med föregångaren Mark 1. Totalt byggdes 73 stycken Mark 2.

## Mark 3
Konstruktionen av Mark 3 godkändes den 8 april 1941 och prefabricerades i fem sektioner. Mark 3 hade en ytterligare mittsektion jämfört med de tidigare versionerna som gav den en längd 59 meter och ett deplacement på 640 ton. Även med denna extra vikt så var fartyget något snabbare än Mark 1. Ökningen i längd tillät den att bära fem 40-tons stridsvagnar och all deras tillhörande stödutrustning, eller 300 ton däckslast. Även om Royal Navy uppskattade den högre lastkapaciteten hos Mark 3 så upptäcktes det snart flera konstruktionsbrister. Båten hade tydligen pressats i bruk utan tillräckliga tester, stridsoperationer visade på behovet av att förse skrovet med extra längsavstyvningar för att undvika torsionsspänningar i skrovet. Totalt byggdes 235 stycken Mark 3.

## Mark 4
Mark 4 var kortare och lättare än Mark 3 men betydligt bredare över bogen, 11,81 meter istället för 9,1 meter. De var avsedda för att korsa kanalen snarare än att operera över öppet hav. Den ökade bredden gav också bättre utrymmen för besättningarna till de transporterade stridsvagnarna. Med en lastkapacitet på 356 ton kunde de lasta nio M4 Sherman eller sex Churchill-stridsvagnar. Totalt byggdes 865 stycken LCT Mark 4, vilket var den största produktionsserien av LCT på brittiska varv. När de prövades i riktiga anfallsoperationer som den misslyckade Räden i Dieppe 1942 visade sig brister i manöverförmågan, vilket ledde till att man föredrog kortare skrov på de senare varianterna.

## Mark 5

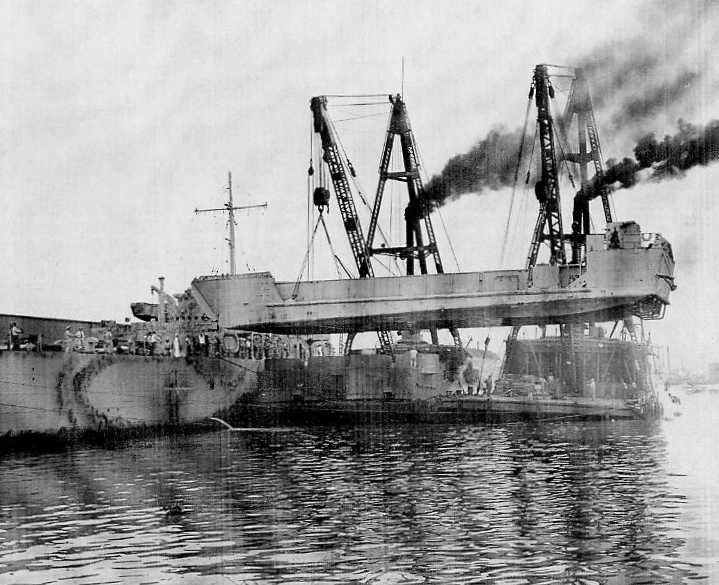
En LCT lyfts ombord på en Landing Ship Tank med hjälp av en pontonkran.

Efter USA:s inträde i kriget i december 1941 saknade US Navy i stort sett landstigningstonnage och fann sig tvungna överväga redan existerande brittiska konstruktioner. Efter ett förslag från Thornycroft tog Bureau of Ships fram ritningar på LCT Mark 5. Den var 35,81 meter lång och 9,8 meter bred med ett deplacement på 259 ton, lastkapaciteten var 136 ton. Mark 5 som inte var avsedda att kunna korsa hav på egen hand, kunde skeppas i tre separata sektioner till landstigningsområdet ombord på lastfartyg eller som däckslast på en LST. Väl framme kunde de sjösättas genom att kränga LST:n så att LCT sidledes gled av däcket, eller så kunde sektionerna lyftas ner i vattnet från lastfartygen och fogas samman flytande. Totalt byggdes 470 stycken LCT Mark 5. Första användningen i strid kom att bli Operation Torch.

## Mark 6

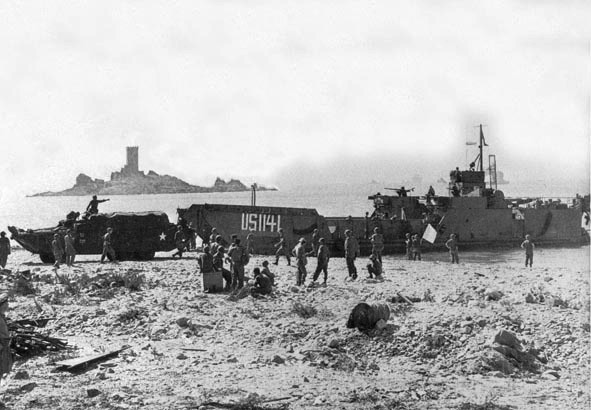
LCT-1141 lossar vid Saint-Raphaël under Operation Dragoon.

LCT Mark 6 hade samma maskineri, utrustning och besättning som Mark 5 men var något längre. Den huvudsakliga skillnaden var en akterramp som skulle tillåta att en LCT förtöjdes framför en LST för att agera som en brygga för de fordon som skulle landstiga från det mer djupgående fartyget. I praktiken skulle detta förfarande vissa sig svårt att använda. Det användes primärt bara för att landsätta de tyngsta pansarfordonen. För att tillåta genomgående trafik över hela däcket flyttades kommandobryggan till styrbords sida av den 4,2 meter breda passagen till akterrampen. Ankarspelet till det aktra ankaret som användes för att dra loss båten från stranden, flyttades till babords däckshus. Totalt byggdes 960 stycken Mark 6, 160 Mark 5 och Mark 6 överfördes inom ramen för lend-lease till Storbritannien och ett fåtal till Sovjetunionen. 

## Mark 7

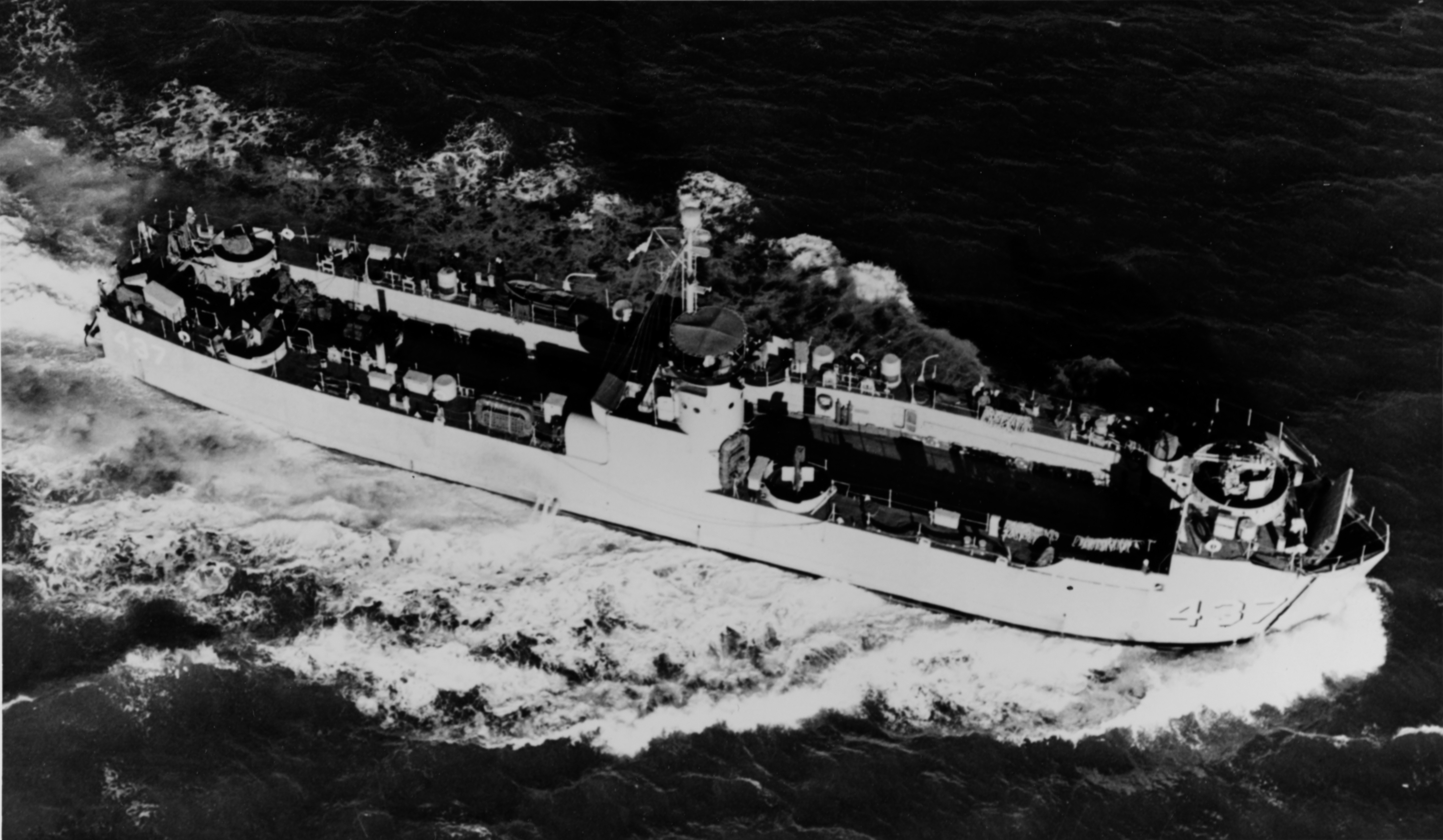
USS LSM-437 till sjöss efter andra världskriget.

Efter framgången med de tidigare LCT började man planera för en större version som skulle ha större förmåga att transportera trupper. Under arbetets gång ökade kraven på räckvidd och fart för att bättre passa operationerna i Stilla havet, resultatet blev att Mark 7 växte sig mycket större än de tidigare versionerna. 1944 när konstruktionen av Mark 7 var närmare 60 meter lång jämfört med Mark 6:s 36 meter benämndes den om till Landing Ship Medium, den kom att överta en stor del av rollen för LCT i Stilla havet. Totalt byggdes 558 stycken LSM.

## Konverteringar
Ett flertal specialversioner utvecklades inför landstigningarna i Normandie. De flesta versionerna var avsedda för eldunderstöd mot mål på landstigningsstränderna.
- Landing Craft Guns (Large) (LCG(L) var ombyggda Landing Craft Tank försedda med två 4,7 tums 
snabbeldskanoner, åtta Oerlikon 20 mm luftvärnskanoner och två 2-punds pom-poms.
- Landing Craft Tank (Rocket) (LCT(R)) som var ombyggda Landing Craft Tank med raketramper för 1066 stycken RP-3 raketer som kunde avfyras i en salva.